# Degà de la noblesa
Degà de la noblesa (rus: предводитель дворянства, predvodítel dvorianstva), càrrec electe en els òrgans de govern local i provincial de l'Imperi Rus abans de la revolució de 1917. Fou instituït per Caterina II el 1766 i s'escollia per a un mandat de dos anys.

## Funcionament i atribucions
La noblesa de cada província (gubérnia) formava una corporació, la Societat Nobiliària (ru:Дворянское общество), governada per l'Assemblea de Nobles, que escollia un degà entre els seus membres. Cada subdivisió de província (uiezd) també tenia el seu degà corresponent.
A banda de l'Assemblea de Nobles, els degans de la noblesa també presidien diverses juntes locals, com ara el consell de jutges de pau, juntes locals d'educació, juntes que administraven el reclutament militar, etc.
Després de la creació del sistema d'autogovern local dels Zemstvos, els degans de la noblesa en van presidir les assemblees.